# Eclipse lunar de enero de 2020
| Eclipse penumbral de luna 10 de enero de 2020                              | Eclipse penumbral de luna 10 de enero de 2020 |
| -------------------------------------------------------------------------- | --------------------------------------------- |
| Previo                                                                     | Eclipse \| Eclipse total \| Saros             |
| Posterior                                                                  | Eclipse \| Eclipse total \| Saros             |
| Eclipse lunar en Austria, 19:10 UTC.                                       |                                               |
| La Luna pasando de derecha a izquierda a través de la sombra de la Tierra. |                                               |
| Saros                                                                      | 144 (16 de 71)                                |
| Duración (h:min:s)                                                         |                                               |
| Penumbra                                                                   | 19:09:59                                      |
| Contactos                                                                  |                                               |
| P1                                                                         | 17:07:45 UTC                                  |
| Máximo                                                                     | 19:21:16 UTC                                  |
| P4                                                                         | 21:12:19 UTC                                  |

Un eclipse lunar penumbral ocurrió el 10 de enero de 2020, siendo el primero de los cuatro eclipses lunares penumbrales de 2020. Tuvo una magnitud penumbral de 0.8956. Pertenece al ciclo de saros número 144.

## Visualización

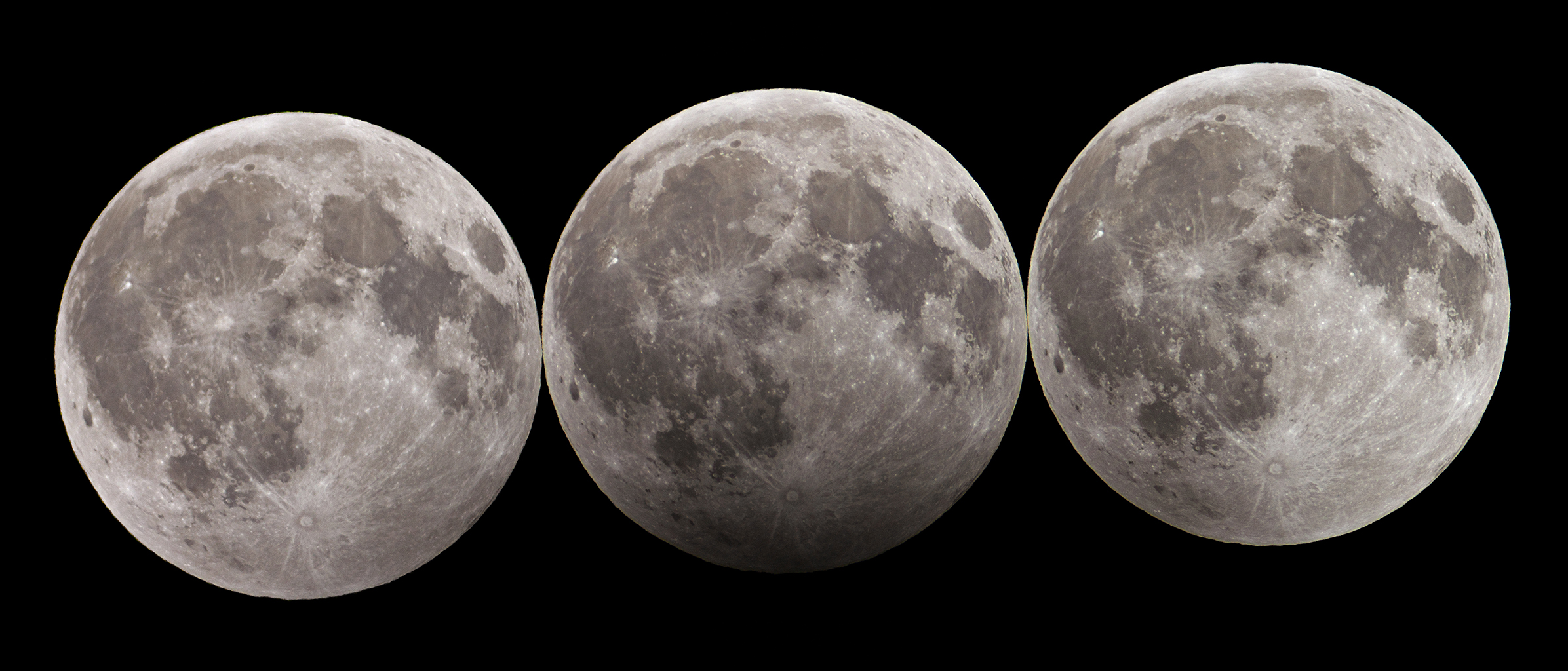
Secuencia del eclipse,18:10/ 19:10/ 20:10 UTC.

### Mapa

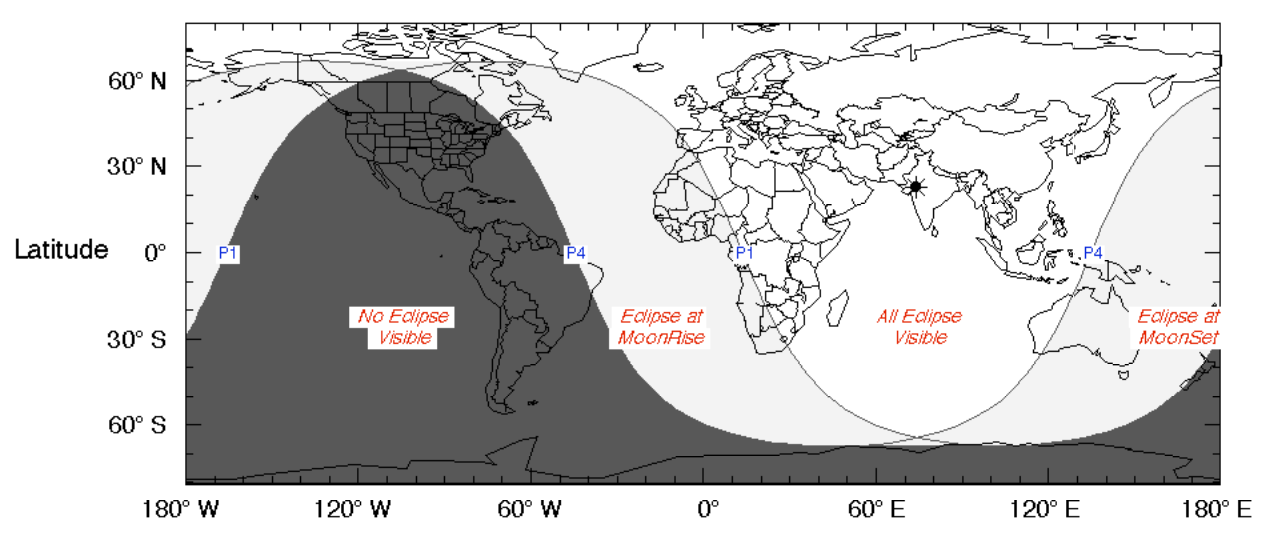
El siguiente mapa muestra las regiones desde las cuales será posible ver el eclipse. En gris, las zonas que no observarán el eclipse; en blanco, las que si lo verán; y en celeste, las regiones que podrán ver el eclipse durante la salida o puesta de la luna.

### Perspectiva de la Luna

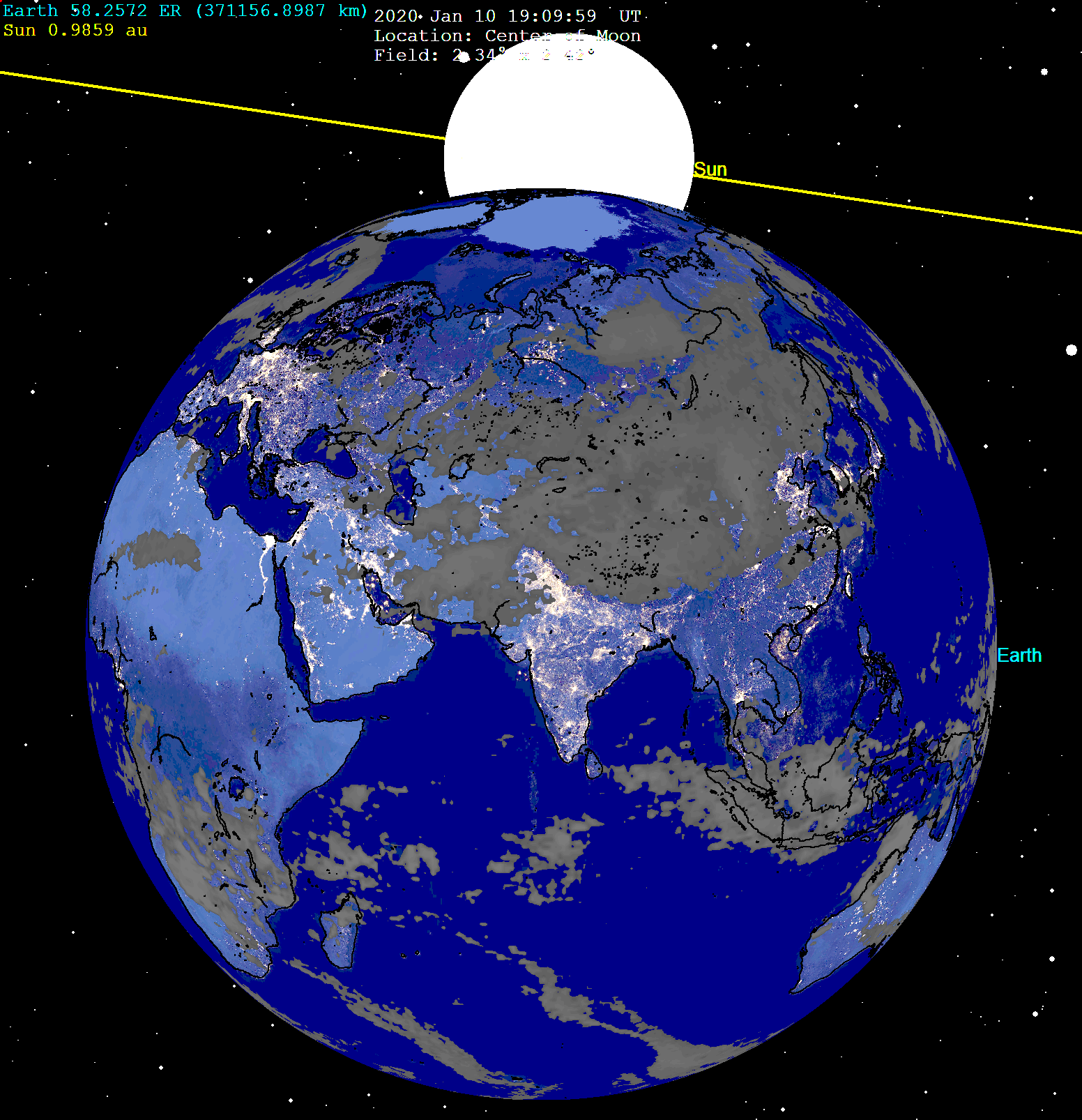
Ésta simulación muestra la perspectiva desde la Luna al momento máximo del eclipse. El fenómeno fue visible completamente sobre Europa, Asia, África, Oriente Próximo y Oceanía.

## Galería

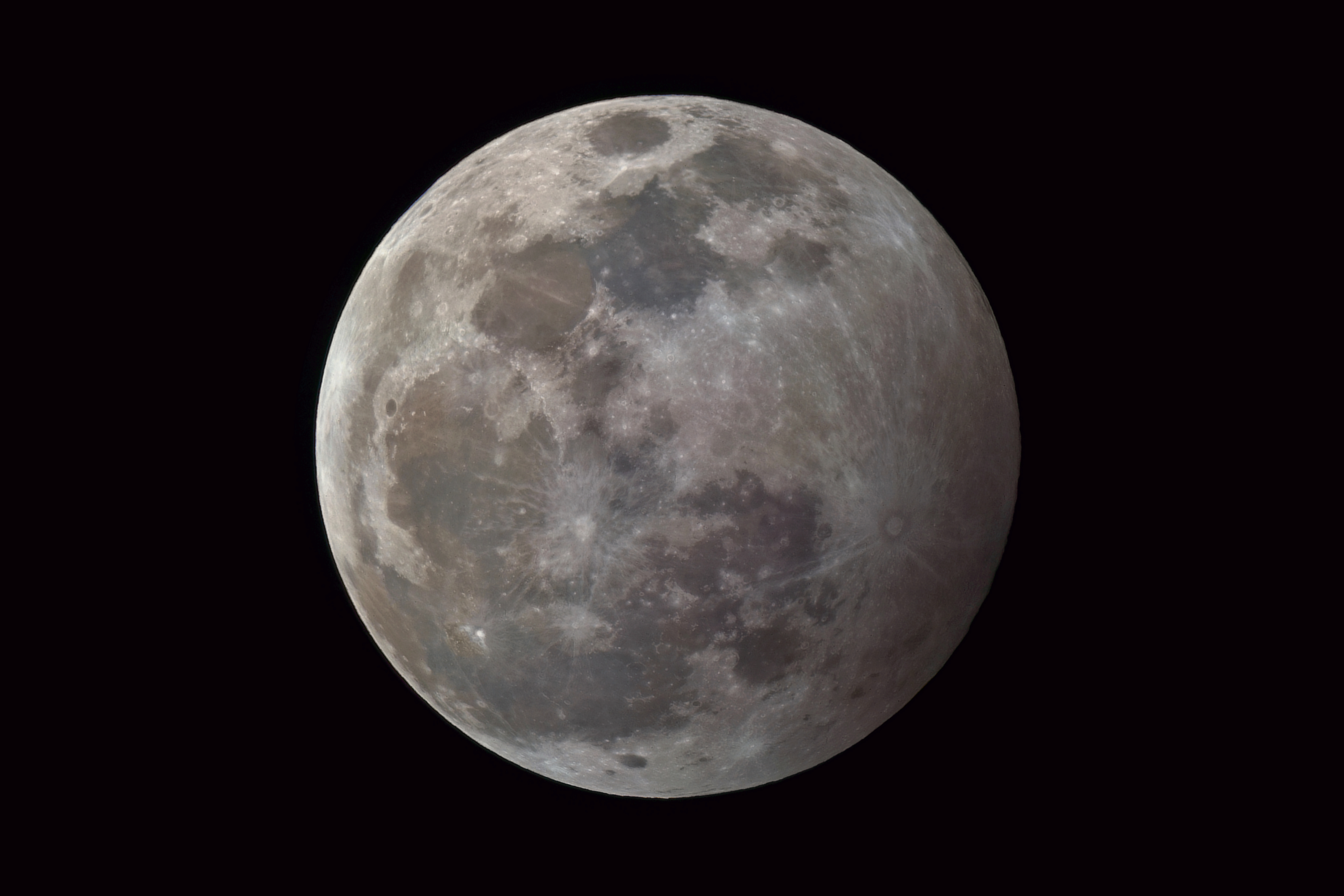
Oria, Italia, 18:09 UTC
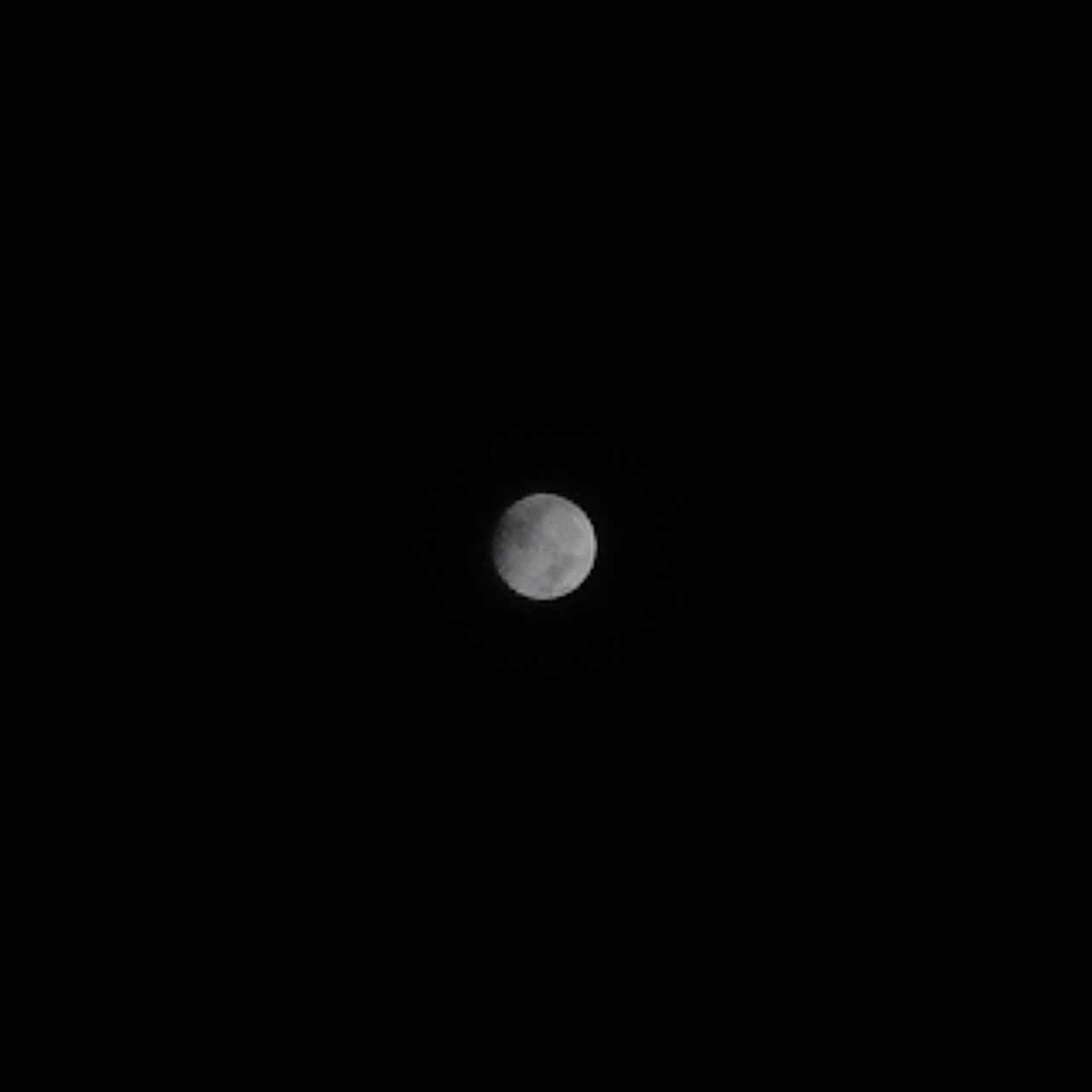
San José del Monte, Filipinas, 18:47 UTC
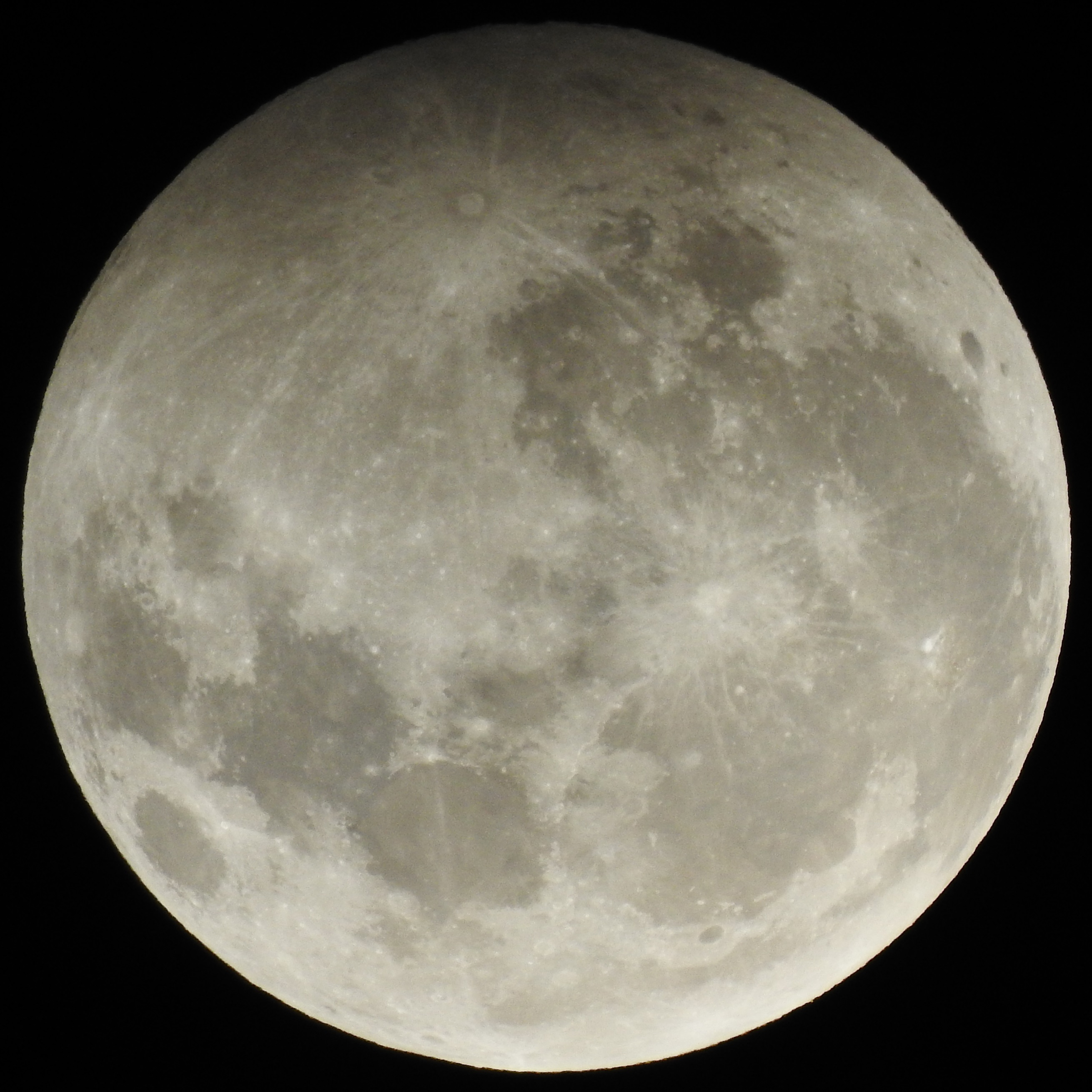
Colombo, Sri Lanka, 19:03 UTC
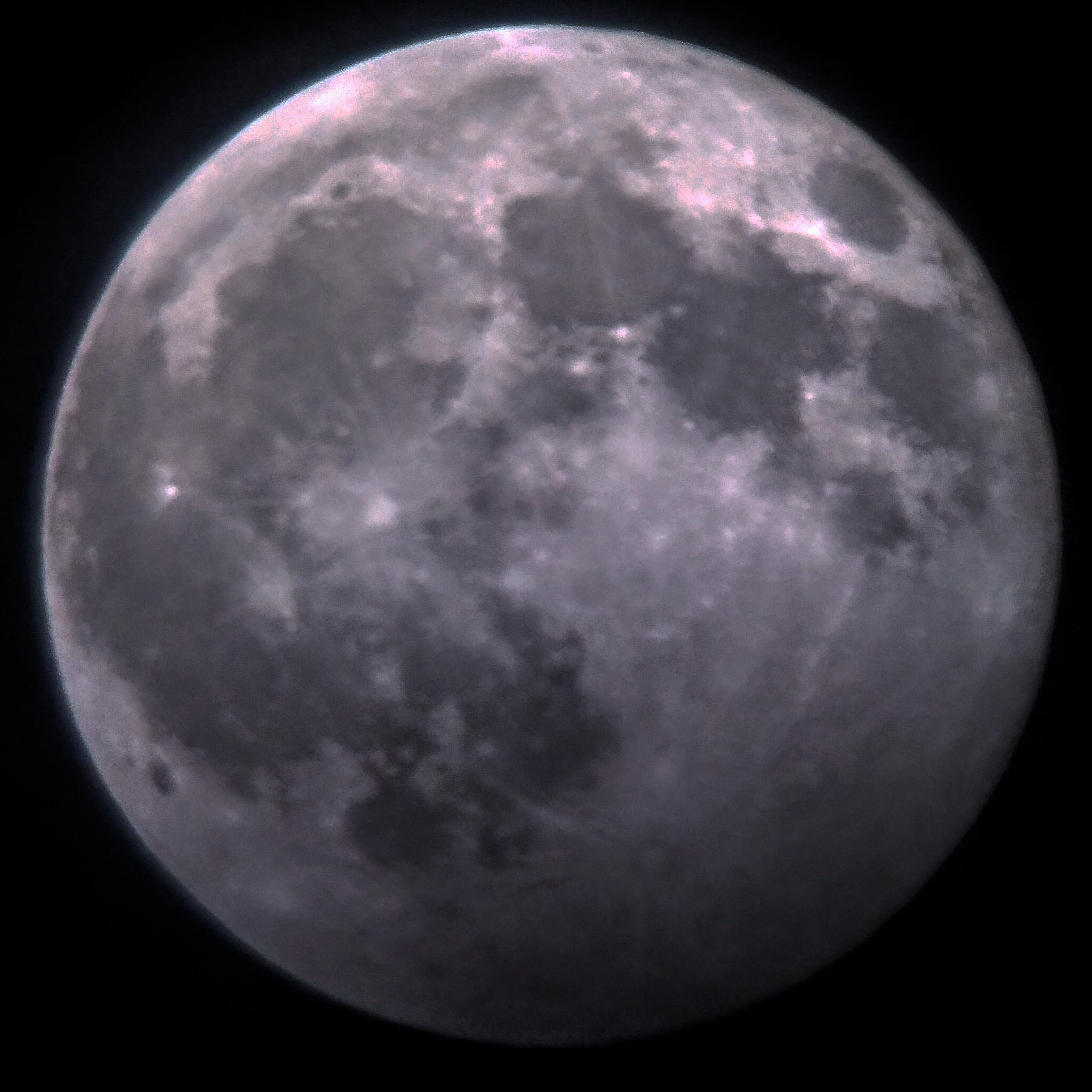
Ham, Bélgica, 19:08 UTC
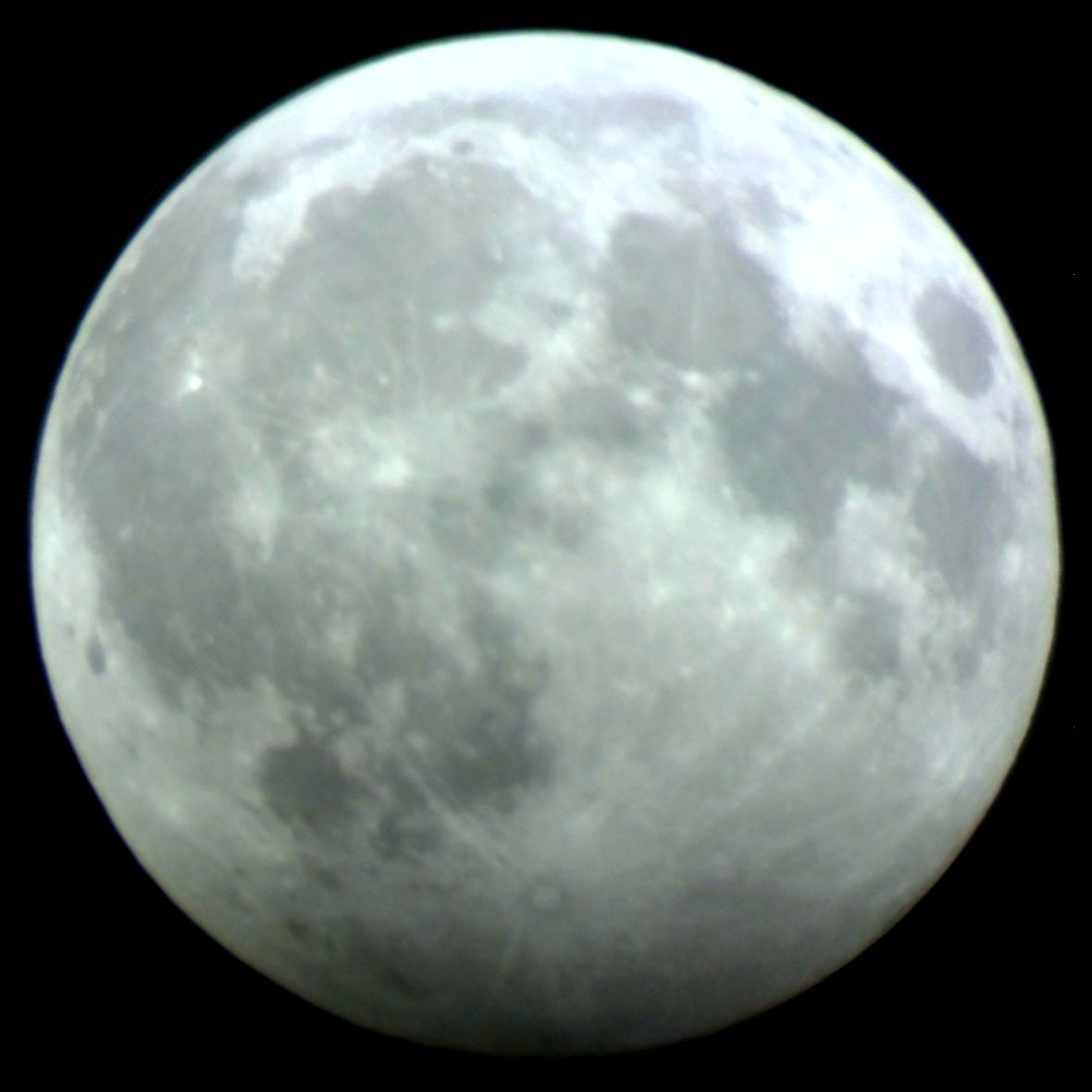
Tilehurst, Reino Unido, ~19:30 UTC
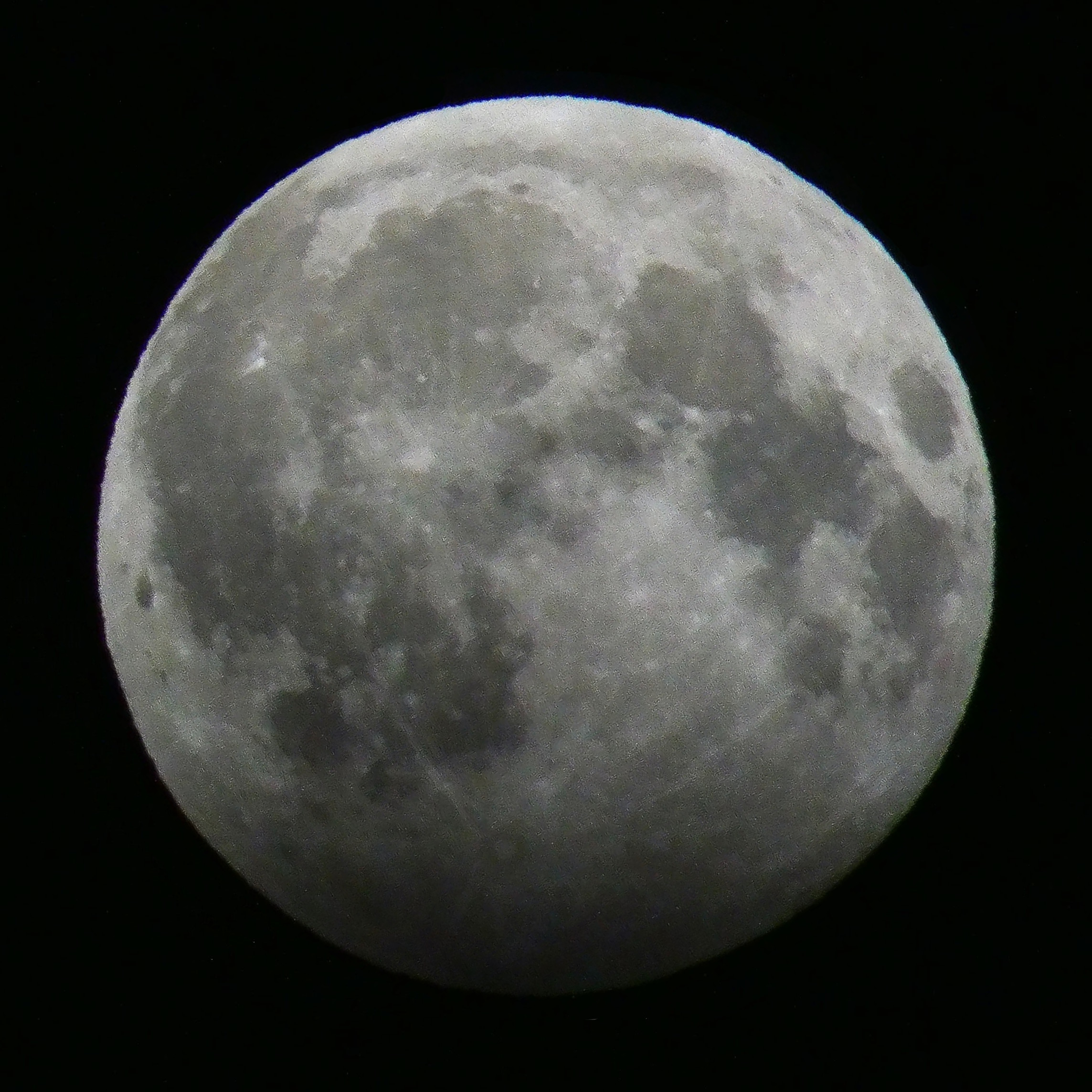
Pamplona, España, 20:22 UTC.